# Raymondville (Teksas)
Raymondville – miasto w Stanach Zjednoczonych, w stanie Teksas, stolica hrabstwa Willacy. Założone przez polityka i ranczera, Edwarda Burlesona Raymonda.

## Demografia
Według przeprowadzonego przez United States Census Bureau spisu powszechnego w 2010 miasto liczyło 11 284 mieszkańców, co oznacza wzrost o 15,9% w porównaniu do roku 2000. Natomiast skład etniczny w mieście wyglądał następująco: Biali 85,9%, Afroamerykanie 3,5%, Azjaci 1,1%, pozostali 9,5%. Kobiety stanowiły 40,4% populacji.